# RS-518
Pour les articles homonymes, voir Route 518.
La RS-518 est une route locale du Nord-Ouest de l'État du Rio Grande do Sul reliant les municipalités de Braga et Campo Novo à la BR-468. Elle est longue de 14 km.